# Rainer Prätorius
Rainer Prätorius (* 2. März 1952 in Biedenkopf) ist ein deutscher Politikwissenschaftler.

## Leben
Nach der Promotion in Marburg 1976 war er wissenschaftlicher Assistent und Akademischer Rat in Stuttgart (1976–1990). Seit 1990 lehrte er als Gastprofessor an der University of Minnesota und als Professor (1992–2017) für Verwaltungswissenschaft an der Helmut-Schmidt-Universität.

## Schriften (Auswahl)
- Bürokratie im Kapitalismus. Aspekte für eine allgemeine Theorie von Organisation und Herrschaft (= Theorie + praktische Kritik, Bd. 13). Achenbach, Giessen 1973, ISBN 3-87958-113-4.
- Folgen der Planung. Untersuchungen zur politischen Verwaltungssoziologie des Interventionsstaates. Achenbach, Lollar/Lahn 1977, ISBN 3-87958-155-X (= Dissertation Universität Marburg).
- (mit Michael Th. Greven u. Theo Schiller): Sozialstaat und Sozialpolitik. Krise und Perspektiven (= Demokratie und Rechtsstaat, Bd. 51). Luchterhand, Darmstadt 1980, ISBN 3-472-08015-9.

- Soziologie der politischen Organisationen. Eine Einführung. Darmstadt 1984, ISBN 3-534-07741-5.
- Einbindung und Freiraum. Untersuchungen zum Dezentralisierungsbegriff in der Politik- und Verwaltungswissenschaft. Opladen 1989, ISBN 3-531-12087-5.
- Die USA. Politischer Prozeß und soziale Probleme. Opladen 1997, ISBN 3-8100-1792-2.
- In God we trust. Religion und Politik in den USA. München 2003, ISBN 3-406-49471-4.